# Кози грамади (светилище)
Мегалитното светилище Кози грамади се намира на връх на възвишение с надморска височина 1361 m, на територията на село Старосел, община Хисаря, област Пловдив. Това е и едно от най-високо разположените древни свети места на територията на Одриското царство. Светилището е функционирало в много дълъг период от време – от I век пр. Хр. до V век.

## Описание и особености
Светилището обхваща територията непосредствено под най-високата част на връх Кози грамади, който е издължен в направление север-юг на няколко тераси, които са сакрализирани в древността. На различни нива около върха се наблюдават останки от крепостна стена, изградена през различни исторически епохи, основи на сгради, монолитен скален жертвеник и множество фрагменти от битова керамика. Самият връх, според изследователите е използван още през ранната Желязна епоха, когато при скалите са извършвани обредни практики. Доказателство за това е високата концентрация на находки сред които фрагменти от керамични съдове, част от бронзова фибула и др. датирани през втората фаза на ранната Желязна епоха. Под самия връх са разположени няколко мегалитни съоръжения, които обхващат върха в своеобразен полукръг от юг, запад и изток.
В периода V-IV век пр. Хр. светилището е преустроено като е изградена стена от добре обработени блокове и пълнеж от камъни. Тя е ограждала най-високата част на върха. Допълнително, през късната Античност, е изградена северната стена, при която е построен вход и е подсилена с външни контрафорси. В североизточната част на върха, в близост до входа на крепостна стена, както и в най-високата източна част на върха, са документирани две големи вкопани в монументалната скала ями с диаметър приблизително 10 m и дълбочина 4 m. Те са вкопани в самата скална основа на върха и вероятно са били оградени с каменен зид без спойка.
Светилището е функционирало синхронно с т.нар. тюрзис (владетелска резиденция). На базата на археологическите находки е изказано предположение, че обектът е функционирал с известни прекъсвания през цялата втора половина I хил. пр. Хр. Посредством монетни находки (римски републикански денари) е датирано разрушаването на постройките през I век пр. Хр. Върхът е използван активно като култово средище и през Римската епоха – до V век сл. Хр. От големия брой фрагменти от оброчни плочки, през този период е предположено, съществуването на тракийско светилище. С изграждането на ранно християнска църква се бележи края на почитането на върха като езическо култово място.
През 2010 г. при оглед на кариерите за добиване на огромните блокове, с които е изградена тюрзисът под връх Кози грамади, доц. Иван Христов открива
обект, който той оприличава на скална гробница. Обектът е разположен на трудно достъпно и забележимо място. Пещерата наподобява на гробницата. Анализът на скалата показва, че става дума за грубо изсечен от човешка ръка коридор в монолитните гранитни скали. Входът на гробницата е висок 1,40 m и има формата на пресечена пирамида. Формата на входа се доближава до този на долмените от Странджа и Сакар планина. Самият коридор е скосен във височина и също намира прилики с подмогилните гробнични съоръжения в древна Тракия. В дъното пещерата-гробница завършва с тесен процеп, който наподобява характерния завършек на пещерите-светилища тип „Утроба“ от Източните Родопи.
Входът на гробницата е ориентиран точно на изток. В преддверието е открит обработен скален блок и фрагменти от керамични съдове, които се датират най-общо от
ранната Желязна епоха (II – VI век пр. Хр.). Доц. Христов, изказва мнението, че гробница не е била използвана за полагане на тленните останки на някой аристократ, а е по-скоро е имала посветителна функция. Христов намира сходство със замисъла на използване на подмогилните храмове в землището на Старосел, където са извърш-
вани мистериални ритуали в чест на починалите владетели на Одрисите. Според него е налице скално светилище, което е било в основата на традиция за почитане на целия
връх Кози грамади.
Любопитен също е факта, че в североизточния край на скалата, в която е изсечена гробницата през ранната Римска епоха, е съществувала традиция да се поднасят като
дар на божествата сребърни римски републикански монети. Даровете са поставени в скалните цепнатини и очевидно това е било продължение на една хилядолетна
традиция.

## Исторически контекст
Археологическият обект в местността Кози грамади, според доц.Иван Христов представлява комплекс от „скално светилище на връх“ и резиденция. Връзката светилище-резиденция не е нещо непознато в изворовите данни свързани с Древна Тракия. От сведението на Омир е известно, че в жилището на киконския владетел Марон, разположено в богата с дървета дъбрава, царят-жрец свещенодейства и посреща своите знатни гости. В българската историческа наука е изказано мнението от Калин Порожанов, че за да се поддържа една развиваща се царска икономика, вероятно тракийските (одриските) владетели са организирали пазарни центрове (емпорион) във вътрешността на планинските райони на Тракия, като някои от тях, разположени на значителна височина и освен икономическо, вероятно са имали и култово значение.
В откъс от „Историята на Филип“ на Теопомп, предадена от Атеней, се казва, че одриският цар Котис I построявал „зали за пиршества“ (т.нар „андреони“), в които жертвопринасял на боговете и общувал с висшите си сановници. Вероятно става въпрос за аристократически резиденции (т.нар „тюрзиси“), в които са съществували „зали за пиршества“, използвани от владетеля и аристократическата върхушка около династичния му дом. Може да се предположи, че там са се извършвали определени култови дейности, свързани с изповядване на „мистериалните“ орфически култове. Тези „зали за пиршества“ имат освен битова и ритуална и социално-политическа функция да сплотяват аристокрацията („родовитите люде“) и да подсигуряват царската власт чрез подновяване на личните връзки между владетеля и неговите приближени. Всичко случващо се в тези „зали“ е обвито в мистичната тайнственост на една затворена група от посветени. Това кореспондира и с писмените извори, свързвани със Залмоксис и Орфей, в които се споменават подобни постройки. Към този тип обекти вероятно принадлежат откритите тюрзис и светилища (това посветено на Зевс и Хера и мегалитното при върха) в местността Кози грамади.
Откритият от Митко Маджаров и екипа му край село Кръстевич емпорион и прилежащо светилище обогатяват в значителна степен картата на важните центрове в Централна Средна гора.
Планината, върхът или възвишението имат богата символика. При повечето древни религии, тя е тълкувана като център на света – космос – в който се свързва небето със земята и частта под нея. Светилищата се разполагат на най-високата точка, доминираща околността. В светилището, разположено между земята и небето, границата между смъртните и безсмъртните става по-прозрачна, а светът на хората и светът на боговете по-лесно встъпват във взаимодействие. Ето защо това е мястото за жертвоприношения и дарове и място, където може да се получи предсказание.

## Предания и легенди
Името на връх Кози грамади е получено от легенда за млада пастирка на кози. Според легендата една пастирка тръгнала с козите в Балкана през март месец, останалите жени ѝ казали да не го прави, но тя се обърнала и казала: „Марта жена и аз жена!” Когато се изкачила горе в планината, се издигнала вихрушка, отнесла я с козите и затова върхът, където се е случило това, се нарича Кози грамади.
Същата легенда е позната и за други местности – легендата се свързва с връх Баба, над Етрополе и със село Баби до град Щип. Според някои изследователи тук се крие и връзката между Крали Марко и неговата сестра Марта. Според друг вариант на легендата жената, която повежда стадото към върха, е Марта.
В проследяването етимологията на легендарните имена и търсенето на по-широк лингвистичен и епичен контекст Марко и Марта могат да се асоциират с мартенската обредност, като са възможни препартки към Баба Марта. Сполучлив паралел с легендите от Средна гора са тези от Централна Стара планина. В Троянския Балкан в т. нар. „владения на Крали Марко“ (между Троянския проход и връх Марагидик) се намира местност, наречена Марини кози. По подобие на Кози грамади през мартенските бури, изричайки легендарнато предизвикателсто „Марта жена и аз жена“, сестрата на Крали Марко - Марта повежда козите към въпросната местност, където халите я вледеняват.